# Guerre polono-turque (1620-1621)
Pour les articles homonymes, voir Guerre polono-turque.
 (octobre 2020).
Si vous disposez d'ouvrages ou d'articles de référence ou si vous connaissez des sites web de qualité traitant du thème abordé ici, merci de compléter l'article en donnant les références utiles à sa vérifiabilité et en les liant à la section « Notes et références ».
Guerres polono-turques
Batailles
Cecora-Khotin
La guerre polono-turque de 1620-1621 est un conflit qui opposa l'Empire ottoman à la république des Deux Nations (Pologne-Lituanie) à propos de la suzeraineté sur la principauté de Moldavie. La guerre se termina par le changement de vassalité la Moldavie, qui passa finalement de la Pologne à l'Empire ottoman.

## Arrière-plan
Au début du Moyen Âge, la principauté de Moldavie formait un État souverain, mais disputé par ses puissants voisins du nord et de l’ouest, les royaumes de Hongrie et de Pologne, et régulièrement attaqué par les Tatars de Crimée, au sud et à l’est. Contre ces derniers, le voïvode moldave Étienne Ier cherche l’alliance des Jagellons et se reconnaît vassal de la Pologne (1387 – 1455). Les voïvodes suivants ont été alliés et vassaux de la couronne polonaise, mais il y en a encore eu quelques autres après 1455, en alternance et parfois même en concomitance avec la vassalité envers les Ottomans. De leur côté, les Ottomans étaient excédés par les raids incessants des Cosaques zaporogues — sujets nominaux de la République — sur leurs territoires frontaliers : le khanat de Crimée, le Yedisan et le Boudjak.
Dans le même temps, la guerre de Trente Ans faisait rage en Europe. La république des Deux Nations était peu impliquée, mais le roi de Pologne Sigismond Vasa envoya une unité de mercenaires d'élite, les Lisowczycy, pour aider ses alliés Habsbourg. Ils battirent les armées du seigneur transylvain Georges Rákóczi à la bataille de Humenné en 1619 et le prince de Transylvanie, Gabriel Bethlen appela le sultan Osman II à son aide. Par ailleurs, Gaspar Gratiani, prince de Moldavie, changea de camp et rejoignit les Polonais.

## Campagne de 1620
Le sultan accepta alors d'aider Bethlen et rassembla une grande armée ottomane dans l'intention de mener une invasion punitive contre la république des Deux Nations. En 1620, il vainquit les armées polonaises, zaporogues et moldaves en Moldavie au cours de la Bataille de Țuțora et les détruisit presque complètement. La campagne fut ensuite suspendue pendant l'hiver, mais les hostilités reprirent en 1621 avec une force accrue, ce qui mit le roi de Pologne dans une situation difficile puisque l'empereur Ferdinand II du Saint-Empire refusa de lui montrer sa reconnaissance et de lui envoyer une aide militaire.

## Campagne de 1621

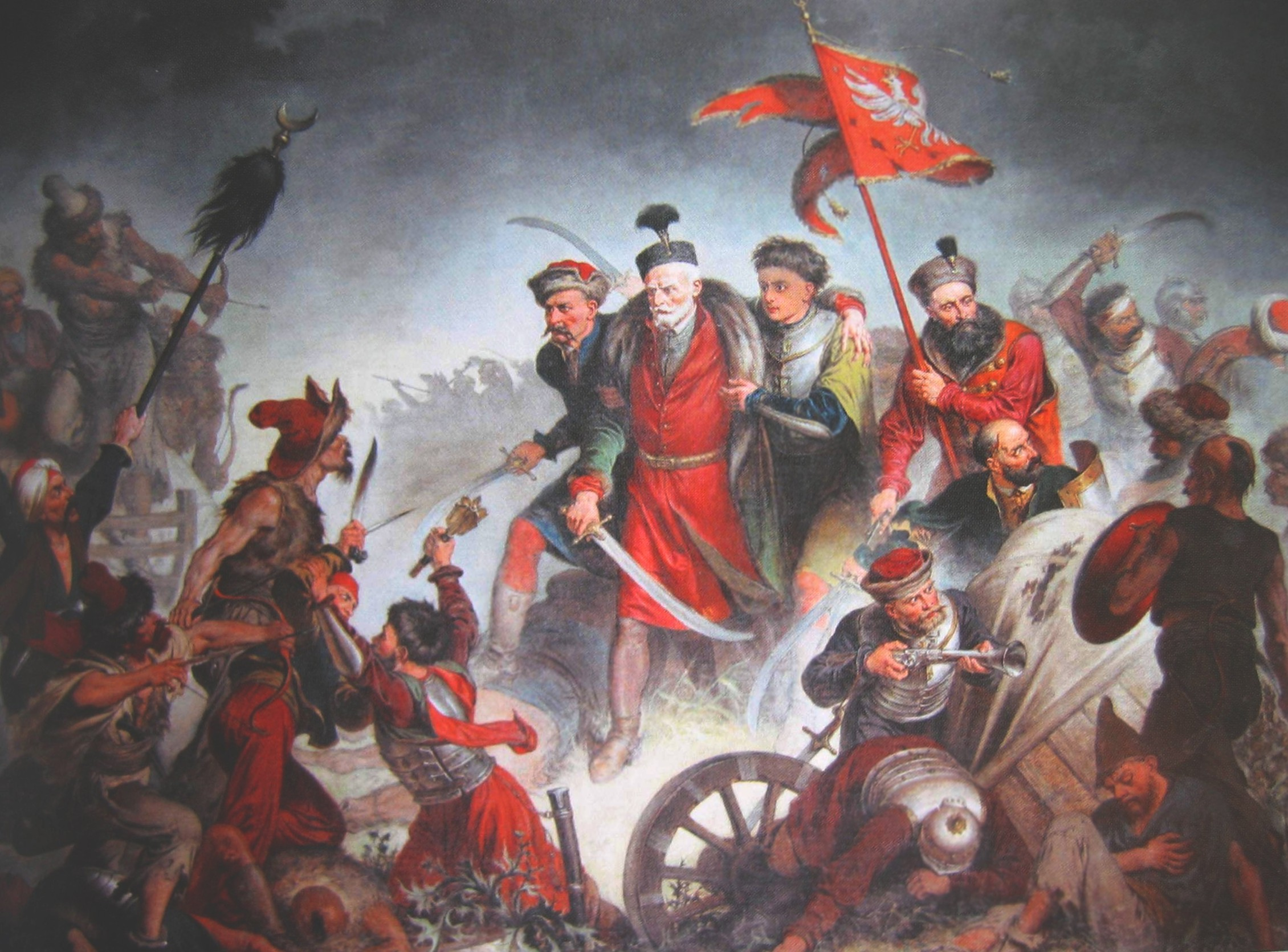
Mort de Stanisław Żółkiewski avec son confesseur, le père Szymon Wybieralski, Bataille de Cecora (1620) de Walery Eljasz Radzikowski (1841-1905).

En 1621, une armée comptant entre 100 000 et 250 000 soldats, conduite par le sultan Osman II, quitta Constantinople et Adrianople en avril et se dirigea vers la frontière polonaise. Les Ottomans, après la victoire de Țuțora, avaient de grandes espoirs de conquérir l'Ukraine (qui faisait alors partie de la république des Deux Nations) et peut-être même d'annihiler complètement la République et d'atteindre la mer Baltique.
Les armées polonaises étaient toutefois mieux préparées que l'année précédente à un affrontement avec la Sublime Porte. Une armée polonaise accompagnée de Cosaques zaporogues intervint à Hotin, assiégée depuis un mois, et remporta une victoire, contraignant les Ottomans au cessez-le-feu.

## Fin de la guerre
Le traité de paix qui suivit ne permit aucun changement de frontière, mais la république des Deux Nations promit de ne plus intervenir dans les affaires moldaves. Les deux camps prétendirent avoir remporté la guerre.
La frontière polono-turque resta relativement pacifique jusqu'à la guerre polono-turque de 1633-1634, soit pendant douze ans seulement.